# Surrender the Crown
Surrender the Crown ist eine 2011 gegründete deutsche Heavy-Rock-/Alternative-Metal-Band aus Saarbrücken. Die Band steht bei Curt Cress’ Label F.A.M.E. Recordings unter Vertrag und hat vier Studioalben veröffentlicht.

## Geschichte
Die Band wurde 2011 ursprünglich als Studioprojekt gegründet, entwickelte sich aber schnell zur vollwertigen Band. 2013 erschien das erste Album What We Think Defines Us. Der Metal Hammer bedachte die Band mit der Nachwuchsauszeichnung „Helden von morgen“. Auch das zweite Album erschien wie das erste in Eigenregie: Life Decides (2016). Das dritte Album The Neverending Now erschien 2018 erneut als Eigenveröffentlichung. Die beiden letztgenannten Alben wurden im Magazin Rock Hard als „Tipp des Monats“ besprochen. 2023 folgte dann das Labeldebüt: IV – The Healing erschien bei F.A.M.E. Recordings. Im Herbst 2024 war die Band als Vorgruppe für Thomas Godoj auf Tour.

## Diskografie

### Studioalben
- 2013: What We Think Defines Us
- 2016: Life Decides
- 2018: The Neverending Now
- 2023: IV – The Healing (F.A.M.E. Recordings)